# Тюляев, Григорий Васильевич
Григорий Васильевич Тюляев (12 ноября 1913, Покровка, Самарская губерния — 8 ноября 1982, Балаково, Саратовская область) — механик-водитель танка Т-34 1-й гвардейской танковой бригады, гвардии старшина (на момент представления к награждению орденом Славы 1-й степени). Полный кавалер ордена Славы .

## Биография
Родился 12 ноября 1913 года в селе Покровка Андреевского района Оренбургской области. Окончил начальную школу. Работал трактористом в МТС. После прохождения действительной службы на Дальнем Востоке, вернулся в колхоз.
В июне 1942 года был снова призван в армию. На фронте с июля 1943 года. Стал механиком-водителем танка Т-34, воевал в составе 1-й гвардейской танковой бригады. Сражался на Воронежском, Калининском, 1-м Украинском, 2-м и 1-м Белорусских фронтах. В 1944 году вступил в ВКП/КПСС. Особо отличился в боях за освобождение Украины и Польши.
В конце декабря 1943 года гвардии старшина Тюляев в составе экипажа участвовал в танковом рейде западнее города Киева. 24 декабря в бою у населенного пункта Турбовка Житомирской области экипаж огнём и гусеницами уничтожил в тылу противника свыше 15 солдат и офицеров, подавил огонь 3 пулеметов, разрушил 6 блиндажей. 25 декабря в районе населенного пункта Корнин его экипаж истребил свыше 10 пехотинцев, вывел из строя 4 орудия, сжег 4 автомашины. Приказом от 5 января 1944 года гвардии старшина Тюляев Григорий Васильевич награждён орденом Славы 3-й степени.
24 марта 1944 года «тридцатьчетверка» Тюляева ворвалась в колонну отступавших вражеских войск в районе города Залещики. В результате смелой атаки экипаж истребил свыше 20 солдат и офицеров, подбил 14 автомашин. Продолжая движение на запад, экипаж Тюляева одним из первых переправился через реку Днестр и стал преследовать отступающего противника. Приказом от 15 мая 1944 года гвардии старшина Тюляев Григорий Васильевич награждён орденом Славы 2-й степени.
27 июля 1944 года в составе экипажа в уличных боях за город Ярослав Тюляев уничтожил до 15 вражеских солдат и офицеров, подбил танк, вывел из строя штурмовое орудие. Ворвавшись в город советский танк в течение нескольких часов прочесывал улицы, огнём и гусеницами давил вражеские огневые точки, живую силу и технику. Когда танк был подбит, Тюляев с радистом вели огонь из уцелевшего пулемета до подхода основных сил.
Указом Президиума Верховного Совета СССР от 23 сентября 1944 года за исключительное мужество, отвагу и бесстрашие, проявленные на заключительном этапе Великой Отечественной войны в боях с вражескими захватчиками гвардии старшина Тюляев Григорий Васильевич награждён орденом Славы 1-й степени. Стал полным кавалером ордена Славы.
После войны остался в армии, стал офицером. С 1966 года младший лейтенант технической службы Тюляев в запасе. Жил в городе Балаково Саратовской области. Работал в автоколонне. Скончался 8 ноября 1982 года. Похоронен в Балаково на старом городском кладбище.
Награждён двумя орденами Отечественной войны 2-й степени, Славы 3-х степеней, медалями.